# Watuwila vervoorti
Watuwila vervoorti är en trollsländeart som beskrevs av Van Tol 1998. Watuwila vervoorti ingår i släktet Watuwila och familjen Chlorocyphidae. Inga underarter finns listade i Catalogue of Life.